# Феофил Готский
Фео́фил (др.-греч. Θεόφιλος, лат. Theophilus, 341 год) — первый епископ готов.
Сведения о Феофиле очень скудные. О нём сообщают Евсевий Кесарийский в книге «О жизни блаженного василевса Константина» и Сократ Схоластик в книге «Церковная история». Первый не именуя его, называет просто епископом Скифским, второй с указанием имени — епископом Готским. Феофил Готский — участник Никейского собора в 325 году, он подписал его документы. Симеон Метафраст сообщает о том, что Феофил был на Никейском соборе вместе со своим преемником Вульфилой. В Кольбертинском списке участников Никейского собора Феофил назван лат. Theophilus Bosphoritanus — Феофил Боспоританский, в списке Никейского собора Гардуэна Феофил назван митрополитом.
В каком городе находилась архиерейская кафедра Феофила — неизвестно. Е. Е. Голубинский считает, что она находилась в Крыму, в столице Боспорской провинции — в городе Пантикапей (современный Керчь). Д. Н. Беликов предполагает, что она находилась около Дуная, вблизи границы с Римской империей.